# Prostaglandin E
Prostaglandin E je družina prostaglandinov, ki so dobili ime po načinu ločbe – porazdelijo se v etrno fazo.
Ločimo 2 podvsti:
- prostaglandin E1, imenovan tudi alprostadil[2]
- prostaglandin E2, imenovan tudi dinoproston[3]

## Učinki
Prostaglandin E1 ima vazodilatatorni in antiagregacijski učinek, prostaglandin E2 pa odvisno od tipa receptorjev povzroča kontrakcijo ali relaksacijo gladke mišičnine sapnic, prebavil ali žilja, povzroča kontrakcijo maternice v nosečnosti, zavira sekrecijo želodčne kisline in spodbuja izločanje sluzi v želodcu ter preko hipotalamusa povzroči dvig telesne temperature. Oba spodbujata tudi angiogenezo ter imata stimulatorni učinek na tvorbo kostnine; le-ta je namreč močno odvisna od angiogeneze.